# Rhodostemonodaphne peneia
Rhodostemonodaphne peneia är en lagerväxtart som beskrevs av Madriñán. Rhodostemonodaphne peneia ingår i släktet Rhodostemonodaphne och familjen lagerväxter. Inga underarter finns listade i Catalogue of Life.